# Valkyrias
Valkyrias foi um girl group brasileiro de música pop, formado em 2009, por três integrantes: Débora Cidrack, Selma Lins e Gabriela Nader. O grupo destacou-se por abrir shows de grandes artistas internacionais, como Beyoncé, Nelly Furtado, Chris Brown, Black Eyed Peas e David Guetta.

## Carreira
Em 2007 Débora Cidrack e Selma Lins se tornaram amigas durante o concurso musical do programa Domingão do Faustão que participaram, decidindo formar um girl group em 2009 junto com Gabriela Nader, o qual foi batizado originalmente como Bellas e, meses depois, mudado para Valkyrias, em referência às mulheres guerreiras da mitologia grega. Em 17 de setembro de 2009 é lançado o primeiro single, "Dar Certo", produzida por Deeplick e explorando uma sonoridade R&B pouco convencional no cenário brasileiro naquele momento. O videoclipe chegou ao primeiro lugar no Top 10 MTV, da MTV Brasil.. Em janeiro de 2010 elas ganharam o como revelação do Prêmio MzoTV. Em 6 de janeiro de 2010 é lançado o segundo single, "Feel Good", 
em inglês e explorando o electropop inspirado em Lady Gaga e Kesha. O vídeo foi gravado em Nova Iorque e dirigido pela americana Crystal Moselle.
Em 30 de janeiro de 2010 abriram o show da turnê Summer Tour do rapper americano Akon. Em 6 de fevereiro foi a vez do grupo abrir a turnê I Am... Tour, da cantora Beyoncé. Em 25 de março o grupo foi entrevistado por Jô Soares, sendo classificada pelo apresentador como "a nova cara do pop". Durante entrevista para a MTV Brasil, as Valkyrias disseram que a intenção era quebrar as barreiras e atingir o grande público que não tinha uma girlband desde o fim do Rouge. Porém o álbum, que deveria ser lançado no primeiro semestre, foi sendo adiado consecutivamente conforme o grupo encontrava dificuldade para atingir espaços na televisão aberta e em rádios que só tocavam música pop internacional. Em 27 de março abriram a Mi Plan Tour, de Nelly Furtado. Em 19 e 20 de maio o grupo abriu para Chris Brown. O grupo desejava abrir o show de Mariah Carey no Brasil, em agosto de 2010, porém nao houve ato de abertura.
Em 29 de julho de 2010 é lançado o terceiro single, "Last Chance". No final de 2010 o grupo assina com a Som Livre para finalmente lançar o álbum inteiramente gravado anteriormente de forma independente. Intitulado Rádio VKS, o disco foi lançado em 4 de dezembro de 2010, sendo produzido por Deeplick. Com dificuldade para se estabelecer num mercado de música pop quase inexistente no Brasil naquele momento, o grupo chegou ao fim no primeiro semestre de 2011.

## Discografia

### Álbuns de estúdio
| Álbum     | Detalhes                                                                                    |
| --------- | ------------------------------------------------------------------------------------------- |
| Radio VKS | - Lançamento: 4 de dezembro de 2010 - Formatos: CD, download digital - Gravadora: Som Livre |

### EPs
| EP        | Detalhes                                                                                 |
| --------- | ---------------------------------------------------------------------------------------- |
| Feel Good | - Lançamento: 12 de março de 2010 - Formatos: Download digital - Gravadora: Independente |

### Singles
| Título        | Ano  | Álbum     |
| ------------- | ---- | --------- |
| "Dar Certo"   | 2009 | Radio VKS |
| "Feel Good"   | 2010 | Radio VKS |
| "Last Chance" | 2010 | Radio VKS |

| Título                                             | Ano  | Álbum                         |
| -------------------------------------------------- | ---- | ----------------------------- |
| "One Time" (remix) (Justin Bieber part. Valkyrias) | 2009 | Não adicionado à nenhum álbum |

## Turnês
- VKS Tour (2010)

Ato de abertura
- Summer Tour (Akon) (2010)
- I Am... Tour (Beyoncé) (2010)
- Mi Plan Tour (Nelly Furtado) (2010)
- Fan Appreciation Tour (Chris Brown) (2010)
- The E.N.D. World Tour (Black Eyed Peas) (2010)
- One Love Tour (David Guetta)[18] (2010)

## Prêmios
| Ano  | Prêmio                                | Categoria         | Indicação | Resultado |
| ---- | ------------------------------------- | ----------------- | --------- | --------- |
| 2009 | MzoTV                                 | Artista Revelação | Valkyrias | Venceu    |
| 2010 | Prêmio Multishow de Música Brasileira | Artista Revelação | Valkyrias | Indicado  |